# Wexford County
Wexford County ist ein County im Bundesstaat Michigan der Vereinigten Staaten. Der Verwaltungssitz (County Seat) ist Cadillac. Das U.S. Census Bureau hat bei der Volkszählung 2020 eine Einwohnerzahl von 33.673 ermittelt.

## Geographie
Das County liegt im Nordwesten der Unteren Halbinsel von Michigan, ist im Westen etwa 45 km vom Michigansee, einem der 5 großen Seen, entfernt und hat eine Fläche von 1491 Quadratkilometern, wovon 27 Quadratkilometer Wasserfläche sind. Es grenzt im Uhrzeigersinn an folgende Countys: Grand Traverse County, Missaukee County, Osceola County, Lake County und Manistee County.
Acht Bauwerke und Stätten des Countys sind im National Register of Historic Places eingetragen (Stand 28. Januar 2018).

## Geschichte
Wexford County wurde 1840 aus Teilen des Mackinac County gebildet. Bis 1843 hieß es Kautawaubert County. Benannt wurde es nach dem County Wexford in Irland.

## Demografische Daten

Alterspyramide des Wexford Countys (Stand: 2000)

Nach der Volkszählung im Jahr 2000 lebten im Wexford County 30.484 Menschen in 11.824 Haushalten und 8.383 Familien. Die Bevölkerungsdichte betrug 21 Einwohner pro Quadratkilometer. Ethnisch betrachtet setzte sich die Bevölkerung zusammen aus 97,29 Prozent Weißen, 0,19 Prozent Afroamerikanern, 0,74 Prozent amerikanischen Ureinwohnern, 0,42 Prozent Asiaten, 0,03 Prozent Bewohnern aus dem pazifischen Inselraum und 0,24 Prozent aus anderen ethnischen Gruppen; 1,09 Prozent stammten von zwei oder mehr Ethnien ab. 1,01 Prozent der Bevölkerung waren spanischer oder lateinamerikanischer Abstammung.
Von den 11.824 Haushalten hatten 33,6 Prozent Kinder unter 18 Jahren, die bei ihnen lebten. 56,2 Prozent waren verheiratete, zusammenlebende Paare, 10,3 Prozent waren allein erziehende Mütter und 29,1 Prozent waren keine Familien. 24,2 Prozent waren Singlehaushalte und in 10,1 Prozent lebten Menschen im Alter von 65 Jahren oder darüber. Die Durchschnittshaushaltsgröße betrug 2,55 und die durchschnittliche Familiengröße lag bei 3,00 Personen.
26,8 Prozent der Bevölkerung waren unter 18 Jahre alt. 7,7 Prozent zwischen 18 und 24 Jahre, 28,1 Prozent zwischen 25 und 44 Jahre, 23,4 Prozent zwischen 45 und 64 Jahre und 14,0 Prozent waren 65 Jahre oder älter. Das Durchschnittsalter betrug 37 Jahre. Auf 100 weibliche Personen kamen 98,1 männliche Personen. Auf 100 Frauen im Alter von 18 Jahren und darüber kamen statistisch 93,8 Männer.
Das jährliche Durchschnittseinkommen eines Haushalts betrug 35.363 USD, das Durchschnittseinkommen einer Familie 39.915 USD. Männer hatten ein Durchschnittseinkommen von 31.198 USD, Frauen 21.733 USD. Das Prokopfeinkommen betrug 17.144 USD. 7,7 Prozent der Familien und 10,3 Prozent der Bevölkerung lebten unterhalb der Armutsgrenze.